# Xian de Mei (Shaanxi)
Pour les articles homonymes, voir Mei.
Le xian de Mei (眉县 ; pinyin : Méi Xiàn) est un district administratif de la province du Shaanxi en Chine. Il est placé sous la juridiction de la ville-préfecture de Baoji.

## Démographie
La population du district était de 292 563 habitants en 1999.